# Acalymma innumbum
Acalymma innumbum es una especie de  coleóptero de la familia Chrysomelidae.
Fue descrita  en 1775 por Fabricius.